# Narasinha

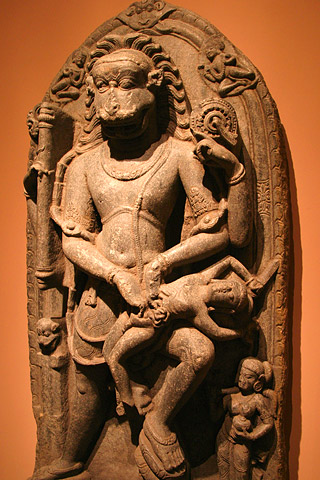
Narasinha

Narasinha ou Narsinga ('nara'=homem, 'simha'=leão) é o quarto avatar de Vishnu (português brasileiro) ou Vixenu (português europeu), deus protetor do Universo no Hinduísmo. É descrito como tendo a cabeça de  um leão e um corpo humano. Manifestou-se de maneira pessoal quando o poderoso demônio Hiraniacaxipu tentava em  vão argumentar contra a fé de seu filho, o devoto Pralada, em Víxenu, a quem Hiraniacaxipu considerava inimigo mortal.

## A história de Narasinha
A narrativa urânica diz que um demônio muito poderoso quis solicitar ao criador Brama a bênção da imortalidade. Brama disse que a imortalidade era algo impossível de ser obtida já que ela não faz parte da criação (todo ser criado deve ser mortal).
Por esperteza esse demônio (Hiraniacaxipu) pediu a Brama que não fosse morto por qualquer criatura jamais criada, ou por qualquer criatura nascida de uma mãe, de um pai, de um ventre, de um ovo ou gerada por qualquer outra entidade viva criada, nem de dia nem de noite, que não morresse em um canto de lugar algum, nem na terra, nem na água e nem no ar, que não fosse morto por qualquer tipo e arma, que o metal jamais perfurasse sua carne, que sempre estivesse livre de doenças provocadas por microrganismos, que sempre fosse protegido de catástrofes naturais e que o seu próprio corpo e mente não fossem jamais causa da sua morte.
Brama foi bastante solícito em conceder-lhe todas essa bênçãos, que aos olhos de um simples mortal equivalem à imortalidade.
Hiraniacaxipu tornou-se um flagelo para toda a criação, vivendo sempre em busca de prazeres mundanos, tais como ouro (hyranya) e cama farta (kashipu), rapinando a própria espécie e todas as demais.
Seu filho, o humilde Pralada, invocou o poder de Víxenu para protege-lo do seu pai que não suportava que seu filho fosse seu devoto.
Víxenu  encarnou como Narasinha(metade Homem metade leão) e cumpriu as bênçãos proferidas por Brama: a sua forma era inusitada e jamais havia sido criada por Brama, ele surgiu do meio de um pilar de pedra e não foi gerado por uma mãe, pai, ventre, ovo, etc., a morte ocorreu no crepúsculo, nem de dia e nem de noite, Narasinha o matou sobre o seu joelho usando a unha para estripá-lo (sobre o joelho é o tipo de “lugar nenhum,” nem na terra, nem na água e nem no ar, e a unha não é um arma de metal) e foi assim que o demônio morreu gozando de excelente saúde.

## Sobre Hiraniacaxipu e sua benção
Hiraniacaxipu era irmão de Hiranyaksha, que havia conseguido grandes poderes devido a ter realizado grandes 
penitencias à Brama. Este, de posse de grande poder, conquistou os céus, aterrorizou o submundo, 
e pôs a deusa Terra no fundo e escuridão do oceano primordial, onde a manteve presa e agredida. Porem, Hiranyaksha
quando formulou seu pedido de quase imortalidade à Brama, especificando quais animais ou criações não o poderiam
matar (acreditando ter mencionado todas), esqueceu-se do javali ('Varah'), então, Víxenu, aproveitando-se dessa
brecha na benção de Brama, encarnou como o Avatar Varaha, e aniquilou Hiranyaksha. Devido a isto, Hiraniacaxipu
odiava Víxenu muito intensamente.
Quando seu irmão foi derrotado por Varaha, Hiraniacaxipu teve a ideia de fazer como seu irmão e obter poderes 
atravez da pratica de grandes austeridades meditativas em nome de Brama, porem, quando saíu para onde iria 
praticar sua devoção a Brama, sua esposa, Kayadhu, estava gravida. 
Aproveitando-se dessa brecha, Indra (rei dos céus e inimigo da raça de Hiraniacaxipu) covardemente sequestrou sua
esposa gravida, esperando tirar proveito disto, porem, o Sabio Narada interveio, de maneira a que pode convencer Indra
a deixar a esposa gravida de Hiraniacaxipu sob seus cuidados. 
O Sabio Narada cuidou de sua convidada de maneira muito prestativa, e cantava sempre sobre Víxenu, Kayadhu adormecia,
e, mesmo assim, Narada continuava cantando as graças e nomes de Víxenu, como é de seu costume, porem, Narada percebeu 
que, mesmo estando ainda em estagio fetal, aquela criança respondia aos ensinamentos de Narada.
Tendo praticado severas austeridades, Hiraniacaxipu agradou Brama, que apareceu para ele o oferecendo a benção que
pedisse, sendo então pedido que não poderia ser morto 'por nenhuma entidade criada por ele (Brama)', 'não poderia ser
morto nem de dia, nem a noite', 'não poderia ser morto nem dentro, nem fora de nenhuma residencia', 'não seria morto por
nenhum demonio, semideus ou animal', 'não poderia estar no chão, nem no ar, nem em nenhuma das quatro direções', etc..
Resumidamente, a benção foi melhor elaborada que a de seu irmão, com salvaguardas mais efetivas ainda contra a morte. 
Porem, Brama sempre advertiu que não poderia dar uma benção de 'imortalidade', uma vez que a morte é inevitavel para o que é vivo. 
É sempre curioso, inclusive para algumas personalidades dessa famosa historia, o fato de Brama conceder bençãos para demônios,
que sempre as usam para aterrorizar toda a criação. Porem, Brama, como criador, ama igualmente todas as criaturas, sejam 
demônios, humanos, santos ou animais.
O que acaba ocorrendo ou o que diversas historias (de demônios conseguindo bençãos de Brama)
deixam transparecer é que demônios parecem ser capazes de austeridades muito mais intensas e severas que outras criaturas, e 
Indra e os outros seres celestiais, ao invés de tentarem praticar as mesmas austeridades, ou meditações ainda mais intensas,
tentavam atrapalhar em vão a meditação de Hiraniacaxipu, e se acovardaram quando este se voltou contra o céu.

## O Devoto Pralada e a vinda de Narasinha
Hiraniacaxipu era o demônio supremo e havia conquistado os três reinos para si. Então, começou a subverter a religiosidade
autoproclamando-se o supremo na criação, e todos tinham que se devotar a ele, o demônio conseguiu isso quase completamente, 
uma vez que seu próprio filho, Pralada, que também havia aprendido ainda em estágio fetal com o Sábio Narada, não abdicava de
sua devoção a Víxenu, sempre cantando seu nome, recusando-se a cantar o de seu pai. 
O próprio filho cantando o nome de seu inimigo certamente deixava o demônio extremamente furioso, e suas tentativas frustradas
de matá-lo (tentou matá-lo mandando atropelarem-lhe com manada de elefantes, cortar-lhe a cabeça, atirar-lhe de um penhasco, numa pira
(com fogo), jogá-lo em alto-mar, etc; sendo que em todas as vezes Pralada cantava o nome de Víxenu, que gerava milagres que
salvavam a criança santa) deixavam-no cada vez mais consternado.
A relação de Pralada com Víxenu ilustra a relação do Devoto com Deus, no caso da criança, com uma figura de 'guardião', um 'amigo 
imaginário invencível' inseparavel, a fé de Pralada era perfeita, de maneira a que sorria e não se preocupava com a vida, na
medida em que seu pai o tentava matar. Em certa altura Pralada percebe que seu pai, embora tivesse imenso poder, simplesmente
era incapaz de lhe matar. Pralada 'via' Víxenu em todos os lugares, logo, sempre se sentia protegido.
Hiraniacaxipu ficou furioso e finalmente decidiu matar Pralada pessoalmente (nas outras vezes havia mandado subalternos fazerem
tal serviço), e então, mostrou armas místicas poderosas para seu filho, e lhe ordenou que abandonasse sua fé em Víxenu, e louvasse a
ele, ou então iria o matar. Pralada não se intimidou e revelou a seu pai que havia sido Víxenu quem o havia protegido em todas as
outras tentativas de o matar, que Víxenu estava ali para protegê-lo inclusive naquele momento, de maneira a que não o conseguiria 
matar não importando o quão poderosa fosse a arma que usasse. 
Hiraniacaxipu, que havia em vão procurado Víxenu pessoalmente em muitos lugares (uma pessoa com a mentalidade de Hiraniacaxipu não
é capaz de ver Víxenu), ficou admirado em ouvir seu filho dizer que Víxenu estava ali, e perguntou onde então estaria Víxenu, seu guardião.
Pralada respondeu que Víxenu é onipresente, e que não necessitaria procurar, pois estaria na frente, e atras dele. Hiraniacaxipu, muito
consternado, vociferou perguntando se Pralada estaria então O vendo no pilar (que estava próximo), o que foi respondido afirmativamente
pelo menino. Então Hiraniacaxipu quebrou o grande pilar, e no meio deste apareceu Narasinha, que foi reconhecido imediatamente por Pralada.
Hiraniacaxipu detestou a forma de Narasinha, que não era homem, nem animal, e começou a lutar com ele, onde foi agredido, neste momento, era
fim de tarde. Narasinha surrou miseravelmente Hiraniacaxipu até que estava desarmado e a luta se estendeu até a extremidade do grande aposento
no qual estavam. 

## Galeria

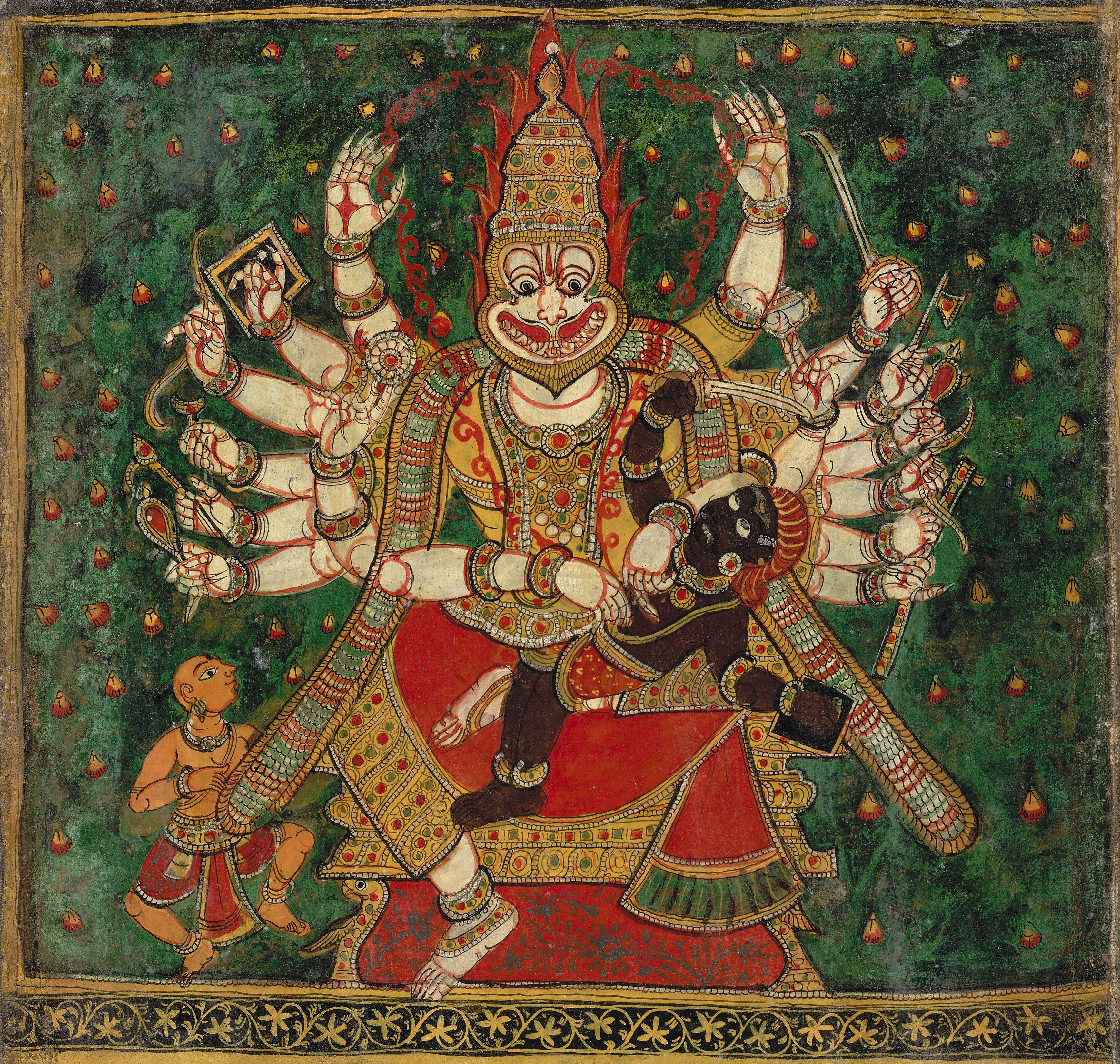
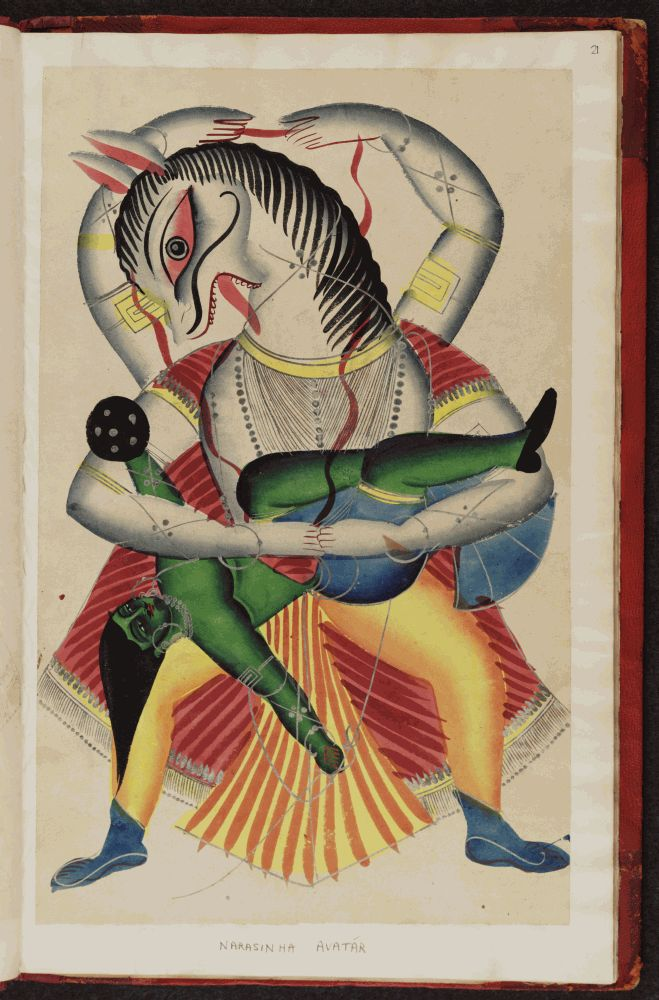
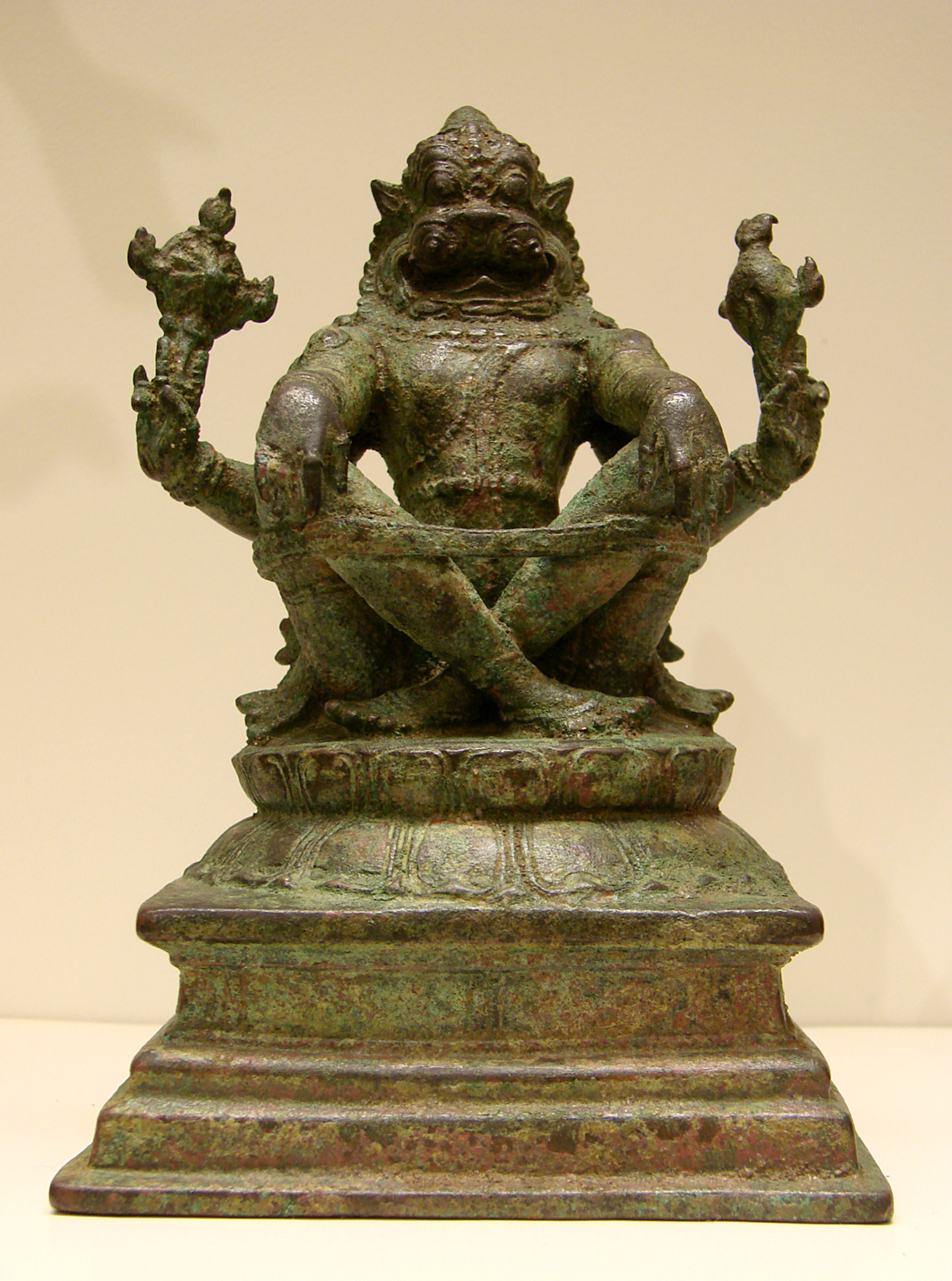
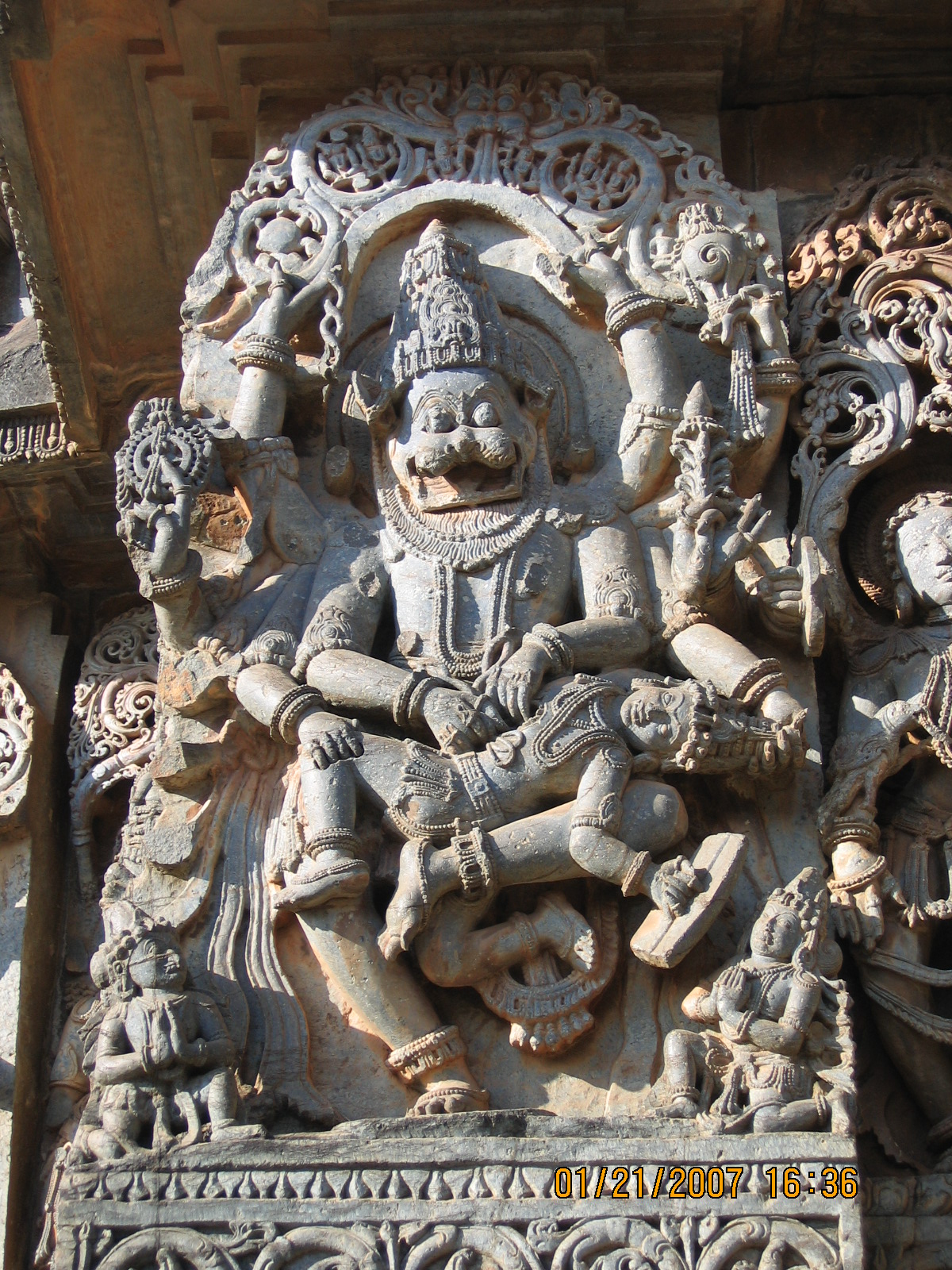
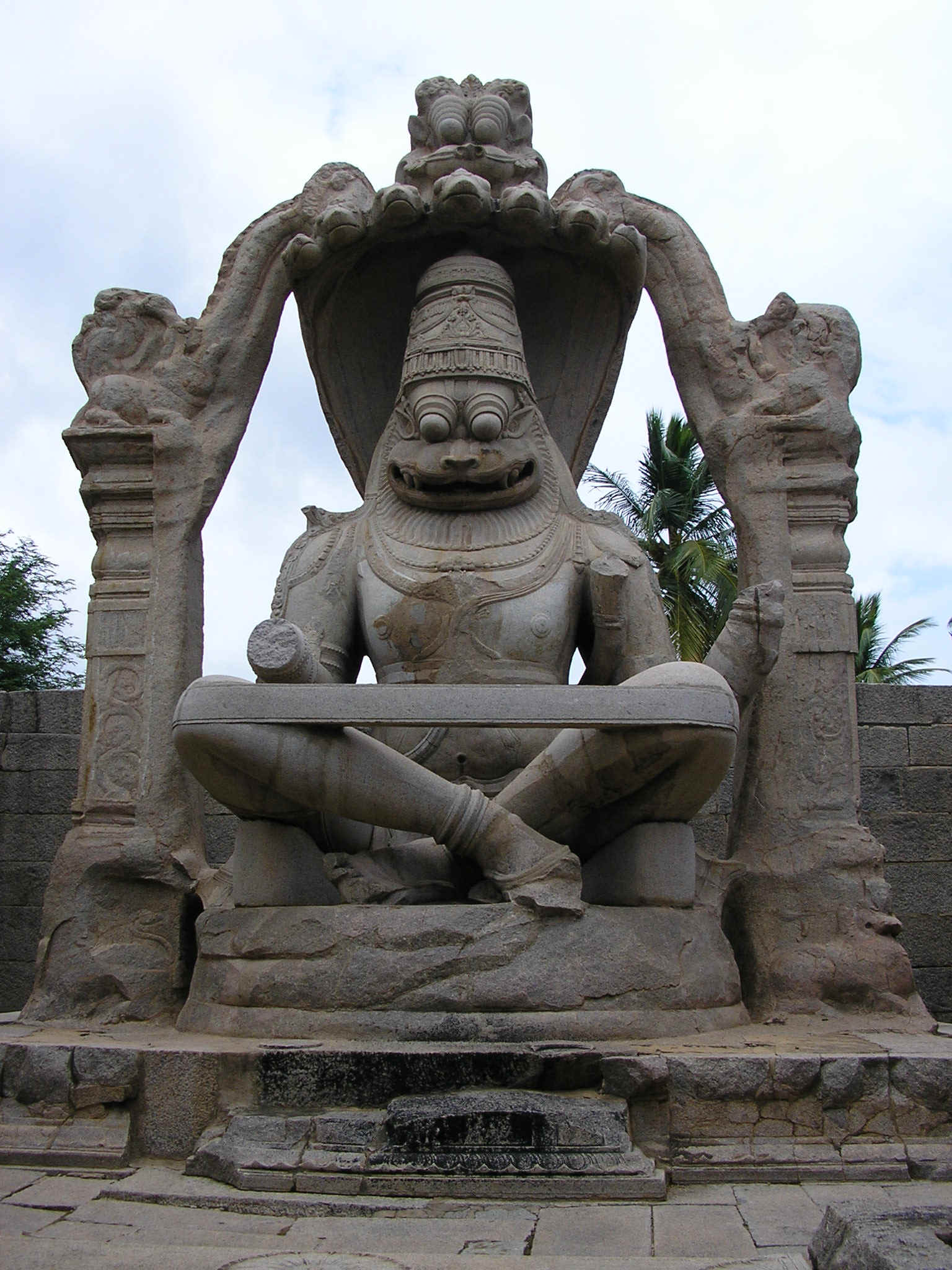